# Powszechna Wystawa Krajowa
Powszechna Wystawa Krajowa w Poznaniu (PeWuKa) (ang. Polish General Exhibition) – impreza wystawiennicza, trwająca w dniach 16 maja–30 września 1929 (138 dni) w Poznaniu, w Polsce. Zorganizowano ją z okazji dziesięciolecia odzyskania niepodległości, aby zaprezentować dorobek odrodzonego państwa.

## Przygotowania
Pierwsza oficjalna enuncjacja na temat wystawy padła z ust prezydenta Cyryla Ratajskiego 27 stycznia 1926, na posiedzeniu Rady Miejskiej. Chodziło wówczas o uzyskanie 160 tysięcy złotych na budowę nowoczesnego Salonu Samochodowego w ramach terenów targowych. Jednym z wytoczonych przez Ratajskiego argumentów miała być jego przydatność na Wszechpolską Wystawę planowaną na 1928 rok. 17 listopada 1926 Rada zaaprobowała pomysł organizacji wystawy i udzieliła Magistratowi pełnomocnictw do dalszych rozmów z rządem i organizacjami gospodarczymi. Wystawę tego rodzaju planowano urządzić w warszawskim Parku Skaryszewskim w 1935, jednak budżet stolicy nie był przygotowany na tego rodzaju wydatki. „W Poznaniu – mieście o prawie 100% ludności polskiej, Wystawę byłoby łatwiej urządzić, gdyż mamy już pokaźny kompleks budynków targowych”, zapisano w protokole z posiedzenia w sprawie organizacji z 2 lipca 1926. Lwów posiadał co prawda kompleks wystawienniczy, ale na przeszkodzie stanął niski potencjał gospodarczy miasta (50% budżetu Poznania) oraz fakt, że w większości zamieszkały był przez ludność niepolską (55% Żydów).
6 stycznia 1927 minister przemysłu i handlu przekazał Ratajskiemu pismo (dekret) akceptujące projekt urządzenia PWK w Poznaniu w 1929 (była to odpowiedź na wniosek z 22 listopada 1926). Pierwsze posiedzenie Komitetu Organizacyjnego odbyło się 24 stycznia 1927 w Ratuszu (przewodniczącym został Ratajski). W zebraniu udział wziął wojewoda Adolf Rafał Bniński. W skład Komitetu wchodziły Komisje: Organizacyjno-Prawna, Finansowa, Techniczno-Budowlana i Propagandowa.
Podczas pobytu prezydenta Ignacego Mościckiego w Poznaniu (luty 1927) Ratajski zabiegał o objęcie wystawy protektoratem prezydenckim. Mościcki wyraził zgodę na taki protektorat, jednak ceną tego była deklaracja Ratajskiego o nie naciskanie na subwencje państwowe dla projektu. 1 marca 1927, po otwarciu Międzynarodowych Targów Poznańskich, odbyło się w Sali Odrodzenia Ratusza konstytucyjne zebranie Towarzystwa Powszechna Wystawa Krajowa w 1929 r. Obecni byli m.in. ministrowie Eugeniusz Kwiatkowski i August Zaleski, jak również wojewoda Bniński. Pomimo powyższego jeszcze w 1927, związany z obozem piłsudczykowskim, „Głos Prawdy” otwarcie sprzeciwiał się organizacji wystawy w Poznaniu, sugerując Warszawę.

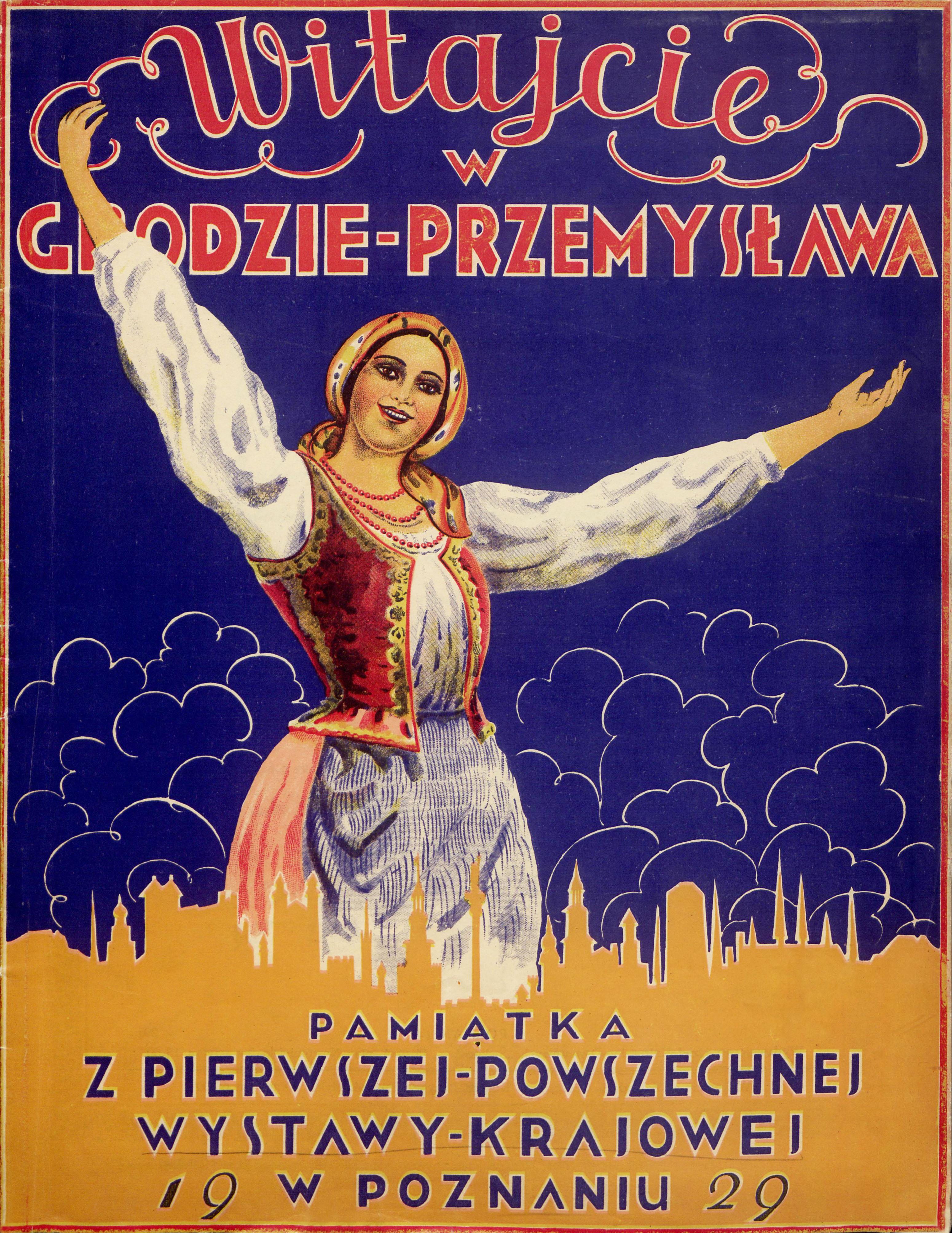
Ulotka witająca odwiedzających 1. Powszechną Wystawę Krajową w Poznaniu

Poznań, w ramach przygotowań do PeWuKi, podjął szeroko zakrojoną akcję modernizacji infrastruktury miejskiej. Od 1927 i potem rozpoczęto m.in. remont Alei Szelągowskiej, ulicy Dąbrowskiego w kierunku Ławicy, placu Świętokrzyskiego, ul. Półwiejskiej, plantowanie Alei Marcinkowskiego celem poprowadzenia tramwajów na Wildę, realizację podziemnych toalet, rozbieranie parkanu szpitalnego przy ul. Szkolnej i regulację tej ulicy, budowę domu miejskiego przy Grochowych Łąkach, sierocińca na ul. Szamarzewskiego, Domu Rzemieślniczego, sypanie Drogi Dębińskiej, budowę nowej elektrowni, stadionu miejskiego, stacji pomp, dziecińca na Bociance, spalarni śmieci na Wilczaku, czy też kanalizacji na Górczynie i Łazarzu. Owa „budowa wielkiego Poznania” zaowocowała też pomysłem wykreowania „dzielnic tematycznych”, np. Dębina miała być dzielnicą sportową, zachodnie Jeżyce ogrodniczo-botaniczną, a okolice ul. Szamarzewskiego Dzielnicą Miejskiej Opieki Społecznej. Planowano też uruchomienie regularnej linii komunikacji wodnej do Szczecina, w związku z czym rozpoczęto pewne prace w porcie rzecznym. W miejscu obecnego placu Waryńskiego powstać miał wielopawilonowy Szpital Miejski (11 hektarów). 21 listopada 1927 rozstrzygnięto projekt Centralnego Cmentarza Miejskiego na Junikowie.
W 1927 Leon Mikołajczak przedstawił pierwszy preliminarz wystawy, zamykający się kwotą 11,5 miliona złotych. 20 października 1927 ukonstytuowała się dyrekcja wystawy: Stanisław Wachowiak (dyrektor naczelny), Mieczysław Krzyżankiewicz (sekretarz generalny), Leon Szczurkiewicz (dyrektor administracyjny), Leon Mikołajczak (dyrektor finansowy), Edmund Piechocki (dyrektor ds. przemysłu, komunikacji i imprez wystawowych). Powołano też już wcześniej własny organ prasowy – Echo Powszechnej Wystawy Krajowej w 1929 r. (od 12 października 1927).
22 października 1927 ogłoszono konkurs na oficjalny plakat imprezy. Pierwszą nagrodę zdobył Wojciech Jastrzębowski, a drugą Edmund John (obaj z Warszawy).

## Władze
We władzach PWK zasiadali: Cyryl Ratajski (prezes rady głównej), Stanisław Wachowiak (prezes zarządu i naczelny dyrektor), Seweryn Samulski (prezes), Stanisław Rybiński (radca), Roger Sławski (architekt naczelny), Wiktor Szulczewski (prezes Wielkopolskiej Izby Rolniczej), Leon Szczurkiewicz (dyrektor administracyjny), Waszko, Tadeusz Konopiński (dyrektor działu rolniczego), Leon Mikołajczak (dyrektor działu finansowego), Edmund Piechocki (dyrektor działu przemysłowego), Jerzy Mueler (naczelny kierownik budowy).
Protektorat nad PeWuKą objął Ignacy Mościcki, a na czele Komitetu Honorowego stanął Józef Piłsudski.

## Charakter i rozmiar

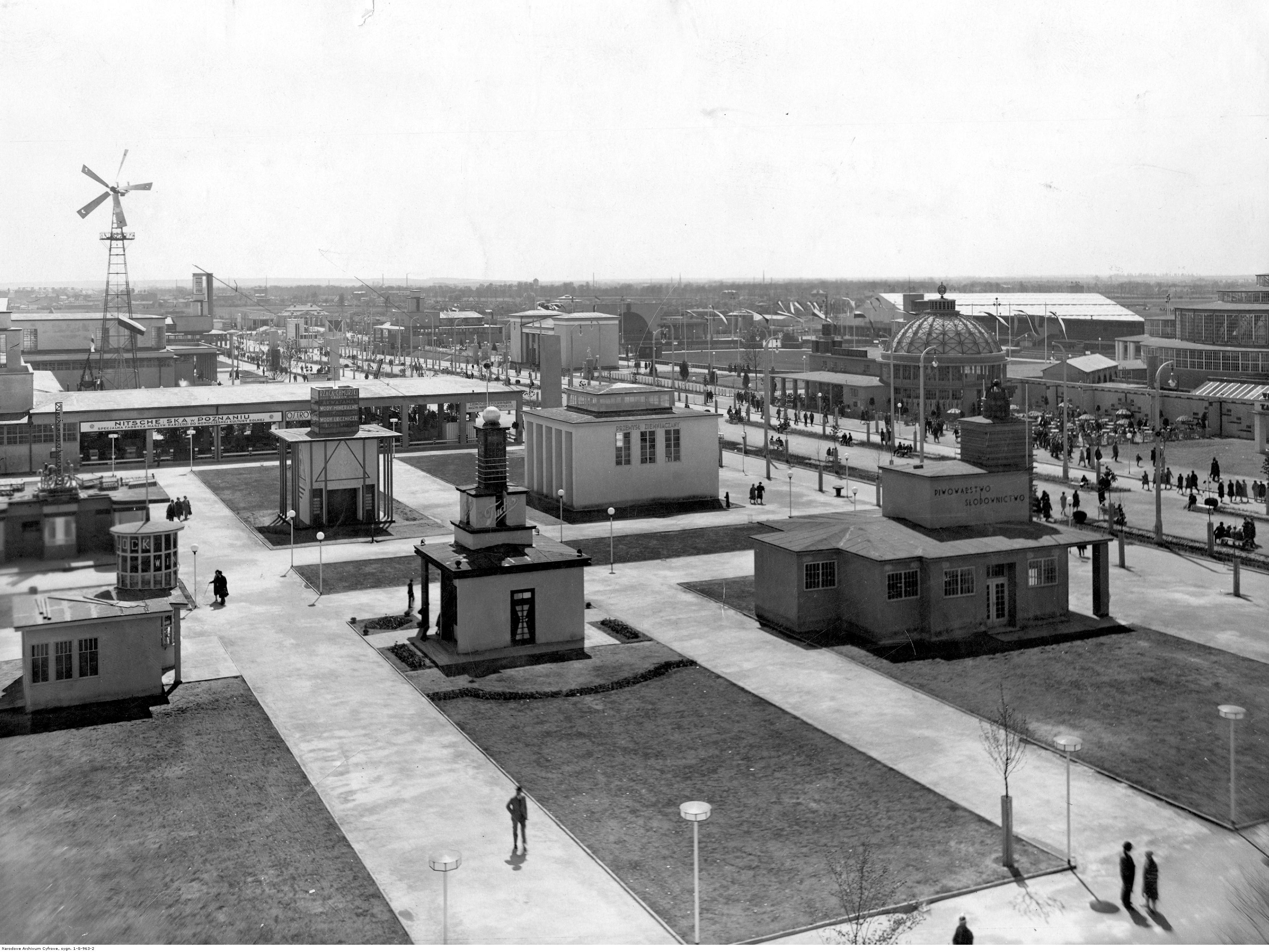
Pawilony przemysłu spożywczego

Podstawę stanowiła infrastruktura Międzynarodowych Targów Poznańskich, które z powodu tej wystawy w 1929 nie odbyły się. Ponadto zbudowano wiele nowych budynków, w tym dzisiejsze Collegium Chemicum, Collegium Anatomicum, DS Hanka oraz największy w ówczesnej Polsce hotel – Hotel Polonia (dziś Specjalistyczny Szpital Kliniczny Uniwersytetu Medycznego). Cała wystawa zajmowała obszar 65 ha podzielony przez istniejące, ogólnodostępne ulice na pięć ogrodzonych sektorów, które połączono kładkami przerzuconymi ponad ulicami. Ekspozycja miała w założeniu przedstawić całość polskich osiągnięć, zarówno gospodarczych, jak i kulturalnych oraz organizacyjnych. PeWuKę podzielono na 32 działy tematyczne, z których 26 stanowiły poszczególne dziedziny gospodarki, a pozostałe to: Ogólna charakterystyka kraju, Nauka i wychowanie, Sztuka, Higiena i opieka społeczna, Sport i turystyka oraz Emigracja. W 111 budynkach oraz na placach pod gołym niebem (łącznie na 60 hektarach powierzchni podzielonej na sektory A, B, C, D i E) prezentowano wyłącznie produkty polskie, z wyjątkiem działu Emigracji, w którym to za wybór eksponatów odpowiadały organizacje polonijne ze świata. W imprezie uczestniczyło 1427 wystawców.
Wystawie towarzyszyły różnorodne imprezy, eventy, koncerty, zawody sportowe i działania usługowe, m.in. Wszechsłowiański Zjazd Śpiewaczy, czy X Zjazd Miast (Związku Miast Polskich). Odbyły się zawody hippiczne, rozgrywki polo, pokaz „żywych szachów”, koncerty muzyczne oraz pierwsza w Polsce wystawa psów rasowych. Prezentowano prace Stowarzyszenia Artystów Plastyków „Praesens”, Towarzystwa Artystów Polskich „Sztuka”, czy Spółdzielni Artystów „Ład”.
Z okazji wystawy przeprowadzono pierwszą w dziejach polskiej radiofonii transmisję meczu piłkarskiego. Było to spotkanie Warty Poznań z Philipsem Eindhoven, zakończone wynikiem 5:2. Relację zdawał poznański sprawozdawca Ludomir Budziński (23 lata). 23 czerwca 1929 na boisku PeWuKi rozegrano pierwszy w Polsce międzynarodowy mecz z udziałem polskiej reprezentacji hokeja na trawie (przegrany z Czechosłowacją 0:4). 15 września 1929 przeprowadzono pierwsze w Polsce pokazy ratownicze zorganizowane przez pogotowia ratunkowe z całego kraju, Polski Czerwony Krzyż i wojsko.

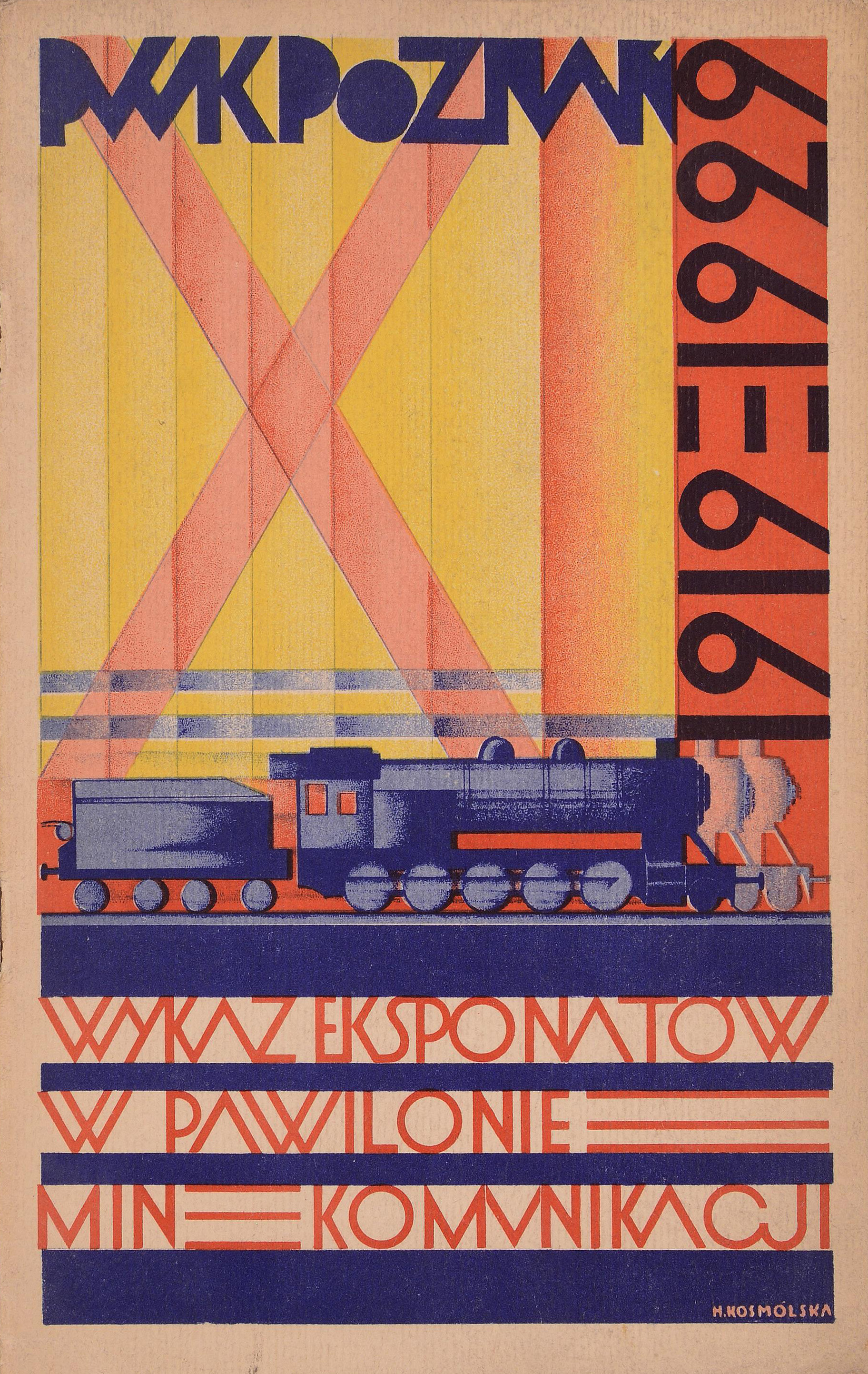
Okładka wykazu eksponatów w pawilonie Ministerstwa Komunikacji

W ciągu kilku miesięcy PeWuKę zwiedziło około 4,5 miliona osób, w tym 200 tys. gości zagranicznych (m.in. 90 tys. Niemców, 80 tys. Czechosłowaków, 10 tys. przedstawicieli amerykańskiej Polonii), wśród których były oficjalne delegacje z przedstawicielami rządów w randze ministrów oraz niemal 1000 dziennikarzy reprezentujących prasę z 30 państw. Przy okazji wystawy odbyło się 140 kongresów i zjazdów o różnym charakterze. Powstał też największy w międzywojennej Polsce lunapark z 20-metrowym wodospadem, diabelskim młynem, jedną z największych w ówczesnej Europie kolejką górską i największą w Europie zjeżdżalnią wodną (92 metry). Budowę lunaparku poprzedzono wizytacją podobnych obiektów w Berlinie, Kopenhadze, Amsterdamie, Rotterdamie, Brukseli, Paryżu, Mediolanie i Wiedniu. Realizatorem budowy była firma Ruprecht z Monachium, posiadacz wyłącznego patentu na kolejkę górską. Dla zrównoważenia kapitałowego do budowy dokooptowano też poznańską firmę Romana Andrzejewskiego – handlarza końmi z ulicy Zwierzynieckiej. Efektem działań było oddanie do użytku 120-metrowej kolei górskiej, wspomnianej zjeżdżalni wodnej, elektrodromu na 25 skuterów, auto-kolejki na 15 wózków, koła diabelskiego, 20-metrowego wodospadu, kolejki Oppla i dwóch tzw. dzikich osłów, czyli rozchwianych samochodów o głowach zwierząt. Po raz pierwszy w Polsce użyto też nazwy „wesołe miasteczko” w miejsce lunaparku, na czym wzorowała się nazwa warszawskiego wesołego miasteczka z tamtych czasów. Do transportu wewnętrznego po terenach wystawowych zakupiono we Francji dwadzieścia podwozi z napędem akumulatorowym, na bazie których warsztaty tramwajowe przy ul. Gajowej zbudowały dziesięcioosobowe, otwarte, ale przykryte daszkami, niewielkie omnibusy. Wyeliminowało to transport spalinowy i zanieczyszczenie powietrza na terenie PeWuKi.
Celem organizacji wycieczek na wystawę utworzono Wielkopolski Związek dla Popierania Turystyki.

## Sektory

### Sektor A

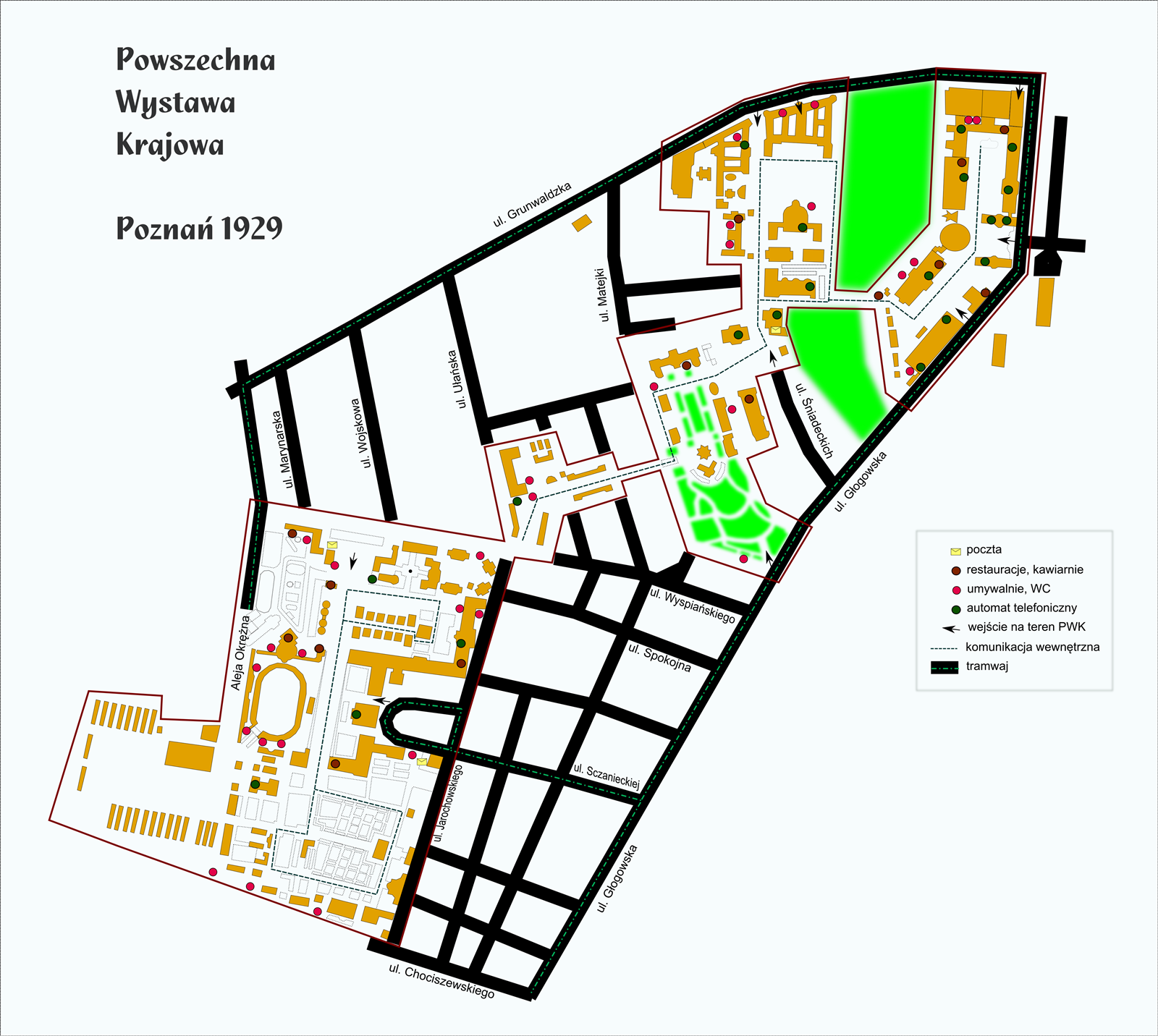
Plan wystawy

Powierzchnia: 62 000 m². Były to tereny „starych” obszarów targowych z lat 1921–1925, a wcześniej wystaw pruskich, m.in. Wystawy Wschodnioniemieckiej z 1911.

### Sektor B
Powierzchnia: 52 000 m². Częściowo był już zabudowany obiektami uniwersyteckimi. Tu znajdowały się m.in. gmachy rządowe: Collegium Chemicum i Collegium Anatomicum (obecnie zlokalizowane przy ul. Grunwaldzkiej, Śniadeckich i Święcickiego).

### Sektor C
Powierzchnia: 86 000 m². Obszar stanowił zielone płuca wystawy – w większości był to Park Wilsona, częściowo zabudowany już wcześniej, np. palmiarnią.

### Sektor D
Powierzchnia: 57 000 m². Obszar łącznikowy terenów A, B i C z terenami wesołego miasteczka (E). Obecnie są to zabudowania przy ulicach Siemiradzkiego i Kossaka, wcześniej tzw. Johow-Gelände.

### Sektor E
Powierzchnia: 343 000 m². Największy obszar PeWuKi mieszczący przede wszystkim atrakcje nie będące stricte wystawą, głównie tereny rekreacyjne, wesołe miasteczko oraz restaurację i dancing.

## Opinie

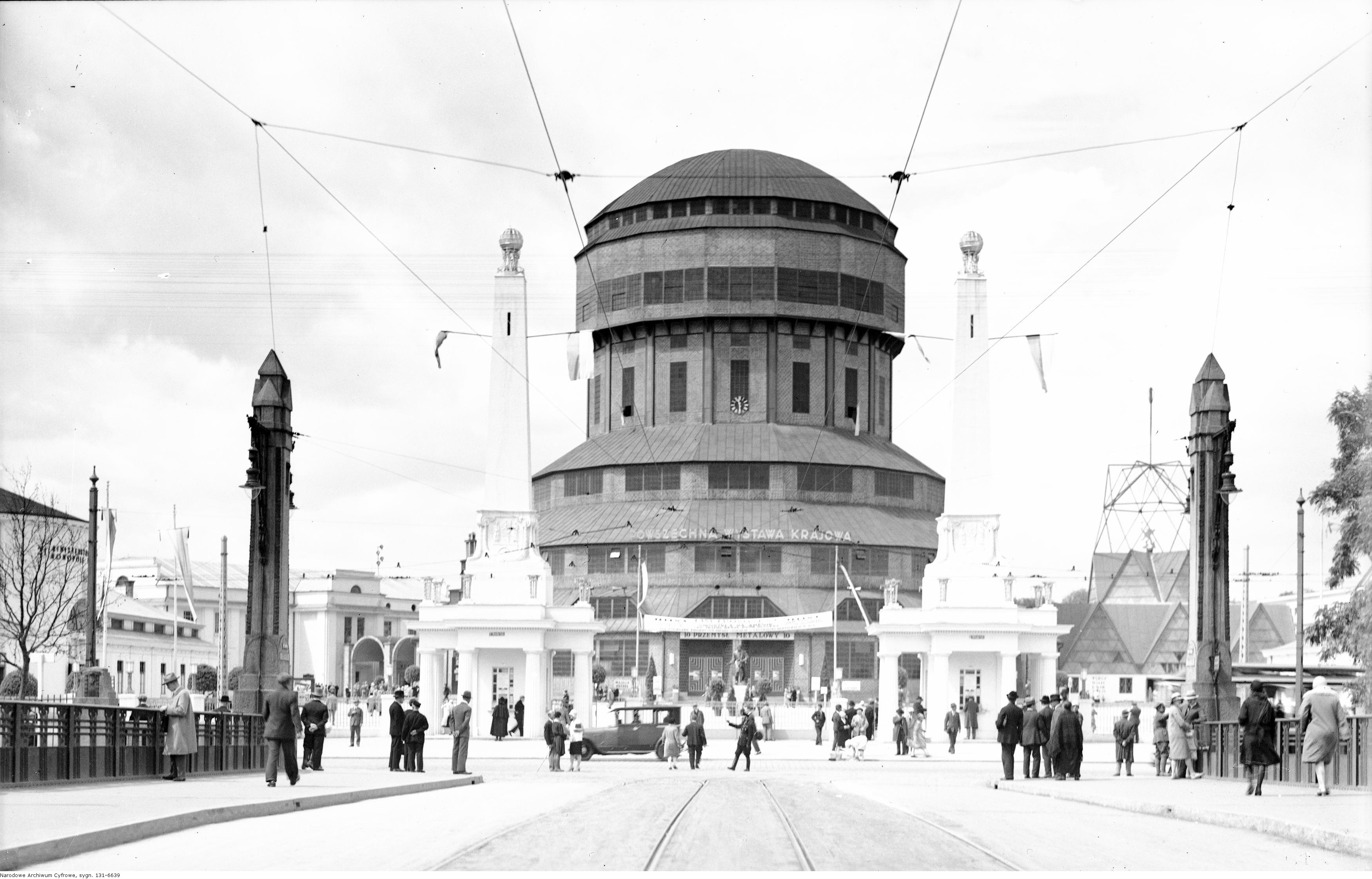
Wieża Górnośląska w trakcie PWK

W wyniku PeWuKi w prasie światowej ukazało się około 60 000 artykułów na temat wystawy i Polski w ogóle. Ich liczba (poza Polską) największa była w mediach niemieckojęzycznych. „Berliner Tageblatt” pisał, że nie należy pomniejszać znaczenia tej wystawy, „tym bardziej, że mniejszość niemiecka jest reprezentowana na niej znakomicie”. „Danziger Zeitung” wskazywał, że wystawa utoruje nowe drogi w handlu polsko-niemieckim i „wskaże, co Polska może wywozić”. W tej samej gazecie stwierdzono, że „co do swoich rozmiarów i systemu organizacyjnego porównywana być może jedynie z wystawami brytyjskiego imperium”. „Ostdeutsche Morgenpost” polecała zwiedzanie zwłaszcza wystawy przemysłu górnośląskiego oraz rolniczej. Prasa niemiecka demonstrowała na ogół wrogi stosunek do wystawy, zwłaszcza rozsierdzało tamtejszych dziennikarzy zwiedzanie Pawilonu Polonji Zagranicą (nr 36), gdzie eksponowano dowody prześladowania mniejszości polskiej w Niemczech. Zdarzały się jednak głosy przychylne. Ernst Feder pisał w swoich „Obrazkach z Poznania”: „Wystawa daje różnorodny obraz godnej podziwu pilności, olbrzymiego rozrostu i wszelkiej konsolidacji, obraz, na który orzeł polski umieszczony na głównej wieży Wystawy może spoglądać z zadowoleniem”. Również prasa fachowa śledziła uważnie ekspozycję – w czerwcu 1929 aż piętnaście niemieckich czasopism specjalistycznych umieściło duże artykuły poświęcone swoim branżom. Publicysta „Volkswacht” określił imprezę „największą wystawą bieżącego stulecia” i dodał, że „dokonała ona przewrotu w historii wystaw na świecie. Na wystawie nie zastosowano dawnych suchych form wystawowych, wszystko podane jest w łatwej i lekkiej formie dla każdego dostępnej”.

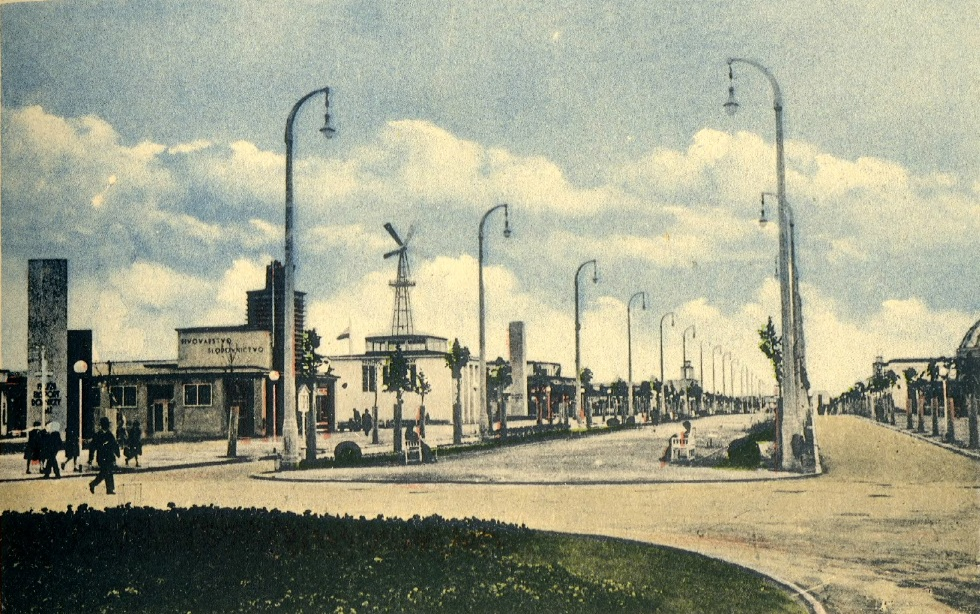
Główna aleja Wystawy

Oficjalny organ czechosłowackiego Ministerstwa Spraw Zagranicznych „Prager Presse” napisał „iż PeWuKa pokazuje, czego Polska była w stanie dokonać w ciągu dziesięciu lat w dziedzinie organizacyjnej i…, że wszystko to robi potężne wrażenie”.
Branko Lazarewicz (poseł jugosłowiański) oświadczył: „Zaimponowały mi konstruktywne zdolności Polaków, którzy w ciągu ostatnich dziesięciu lat zdobyli się na tego rodzaju wysiłek. Amerykański rozmach odzwierciedla siły ekonomiczne Polski”.
Opinie francuskie były najbardziej znaczące dla prasy polskiej. „Le Figaro” zamieścił m.in. artykuł Stefana Aubaca, w którym podkreślano doniosłość Wystawy dla potwierdzenia postępu gospodarczego dokonanego przez Polskę. Jean Locquin, parlamentarzysta francuski, stwierdził, że PeWuKa jest „rewią sił twórczych Polski z ostatnich lat dziesięciu”. Emanuel Evain, deputowany z Paryża napisał: „Poznań to definitywne zmartwychwstanie Polski, to cudowny rozkwit polskiego geniuszu, to zadatek jej rozwoju na przyszłość”.
Prasa angielska publikowała dużą liczbę sprawozdań z wystawy od pierwszej dekady czerwca 1929. „Daily Mail” pisał np., że PeWuKa „świadczy wymownie co uzyskali Polacy usilną pracą i oszczędnością. Polacy pokazali na tej wystawie, że nie ma przedmiotu, którego by sami sfabrykować nie mogli. Ten naród jest tak przemyślny, że potrafi zrobić wszystko czego zapragnie”. W lipcu 1929 „Financial News” napisał, nawiązując do wystawy światowej w 1924, że ekspozycję „można słusznie nazwać polskim Wembley. Jest to tym bardziej podziwu godne, że wystawa w Wembley była subsydiowana przez rządy kolonialne, natomiast PeWuKa powstała dzięki inicjatywie prywatnej. Pod tym kątem Wystawa musi budzić szczery podziw jako wyraz realnego patriotyzmu”.

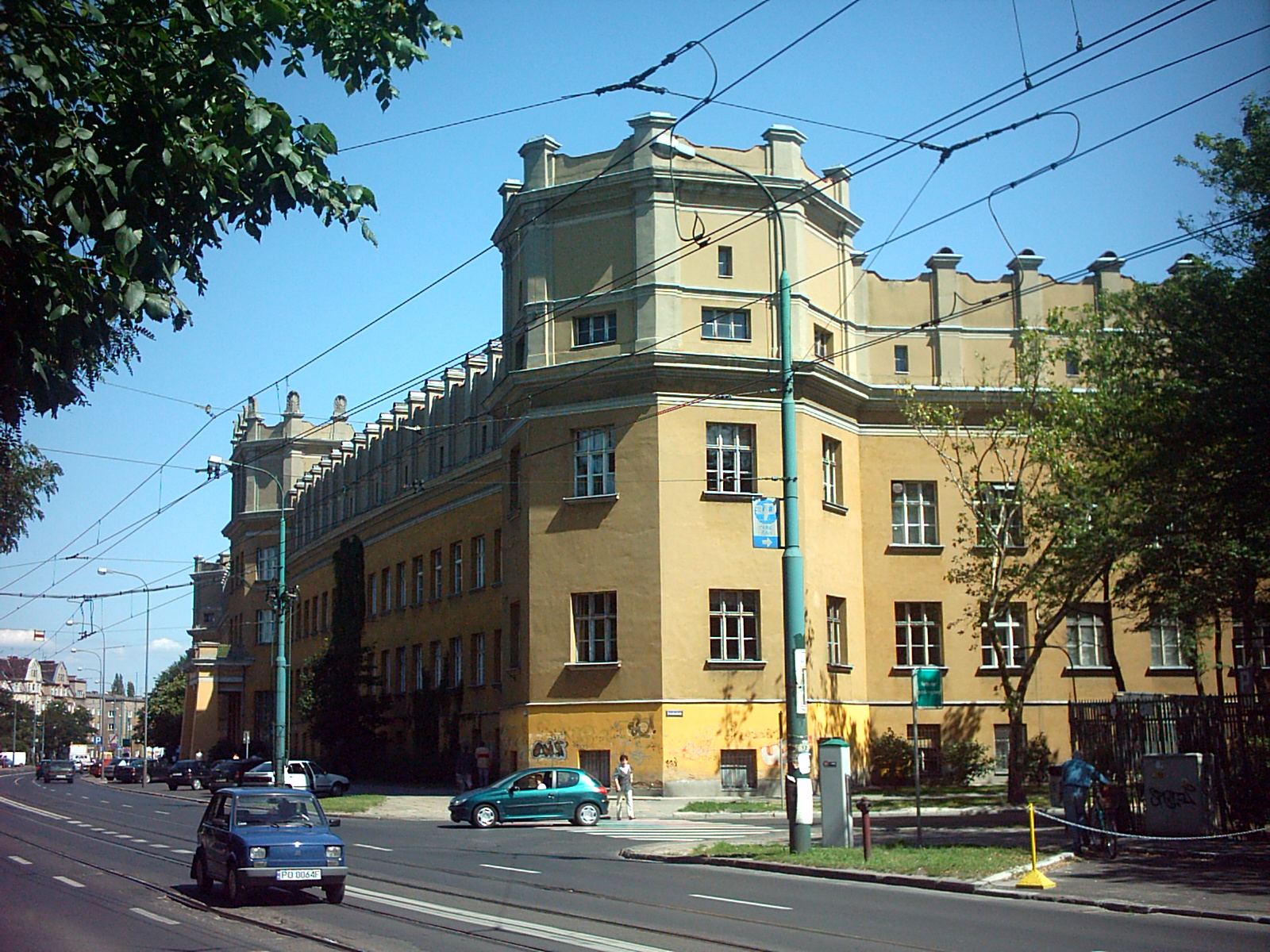
Pałac Rządowy, dziś Collegium Chemicum

Na łamach szwedzkiego dziennika „Dagens Nyheter” napisano: „Wystawa w Poznaniu jest pierwszą polską wystawą odrodzonego państwa i zasługuje na zwiedzenie, gdyż daje pełny pogląd na owoce pracy wielkiego narodu”. Gazeta „Svenska Dagbladet” podkreślała krótki czas przygotowania imprezy, porównując ją do brytyjskiej wystawy w londyńskim Wembley.
Austriacki „Der Österreichische Volkswirt” podkreślał olbrzymie postępy wykonane przez Polaków przez okres dziesięciolecia – „Polsce udało się […] w ciągu dziesięciu lat tak dalece skonsolidować kraj pod względem administracyjnym i gospodarczym, że praca ta jest sukcesem, który dotychczas za mało był uznawany”. „Der Tag” określił wystawę w tytule jednego z artykułów: „Polskie Wembley”.
Opinię kanadyjskiego profesora Williama Caldwella przedrukowywały w większości gazety polskie i część europejskich. Pisał on, że „porównanie z wielką wystawą brytyjską w Wembley nie jest zupełnie przesadą. […] Na PeWuCe jest wiele rzeczy, których Anglicy mogliby się nauczyć. Specjalnie imponuje nowoczesność Wystawy. Nadzwyczajnie jest zorganizowane przyjęcie zagranicznych gości w Poznaniu. […] Wystawa w Poznaniu jest bodajże piękniejsza niż narodowa wystawa kanadyjska w Toronto, przewyższając ją znacznie rozmiarami i liczbą eksponatów. […] Wystawa artystów polskich […] pod względem oryginalności, artyzmu i żywotności przewyższa wszystkie podobne wystawy w Europie, jakie zwiedziłem w ostatnich jedenastu latach”.

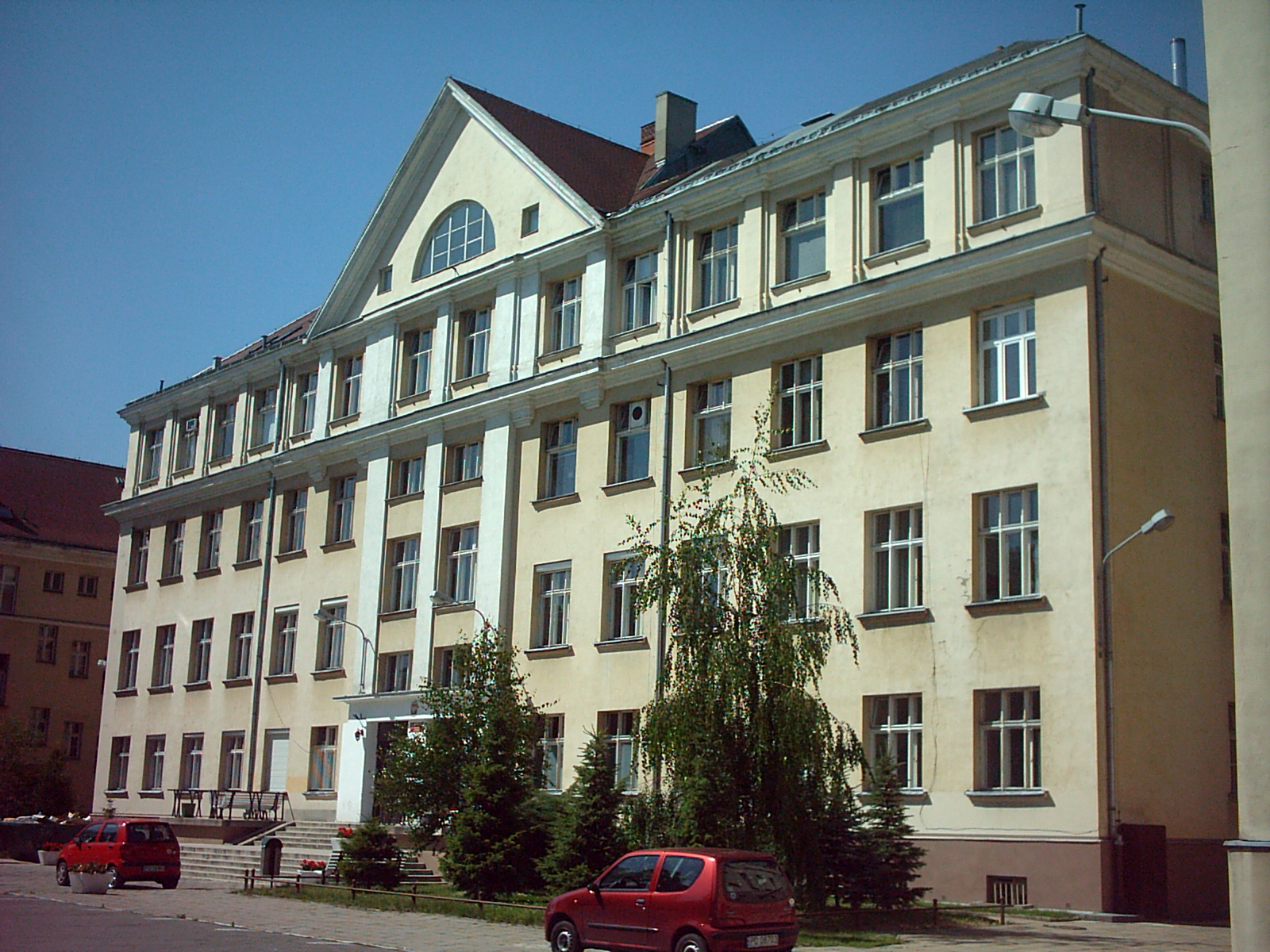
Pałac Sztuki, dziś Collegium Anatomicum

Publicysta włoskiego „Informazione”, chwaląc wystawę, stwierdził, że obala ona ostatecznie mit Polski, jako państwa sezonowego. „Impero” zamieściło obszerną relacją „Poznań – miasto ogrodów”, podziwiając rozwój miasta i podkreślając chęć uniezależnienia się Polski od przemysłu zagranicznego.
Hans Kloetzli ze szwajcarskiego „Neue Zürcher Zeitung” porównał wystawę do hiszpańskiego, 12-tomowego dzieła wychwalającego sukcesy rządu Primo de Rivery. Stwierdził on, że dzieło to niknie w porównaniu z tym, co pokazał polski rząd w Poznaniu.
August Schmidt, członek komitetu wystawowego z Antwerpii, wizytował Poznań, przygotowując się do podobnej wystawy w swoim mieście. Polecając wizytę wszystkim Belgom, stwierdził: „Jeżeli Warszawa jest miastem stołecznym – to Poznań po wyzwoleniu z niewoli niemieckiej jest miastem najbardziej polskim”.
Holenderski „Algemeen Handelsblad” stwierdził, że choć Polacy naśladowali wystawy niemieckie, to jednak osiągnęli na wskroś polski charakter imprezy, który „budzi szczery zachwyt”.

## Nawiązanie do Powszechnej Wystawy Krajowej
16 maja 1989 w poznańskim Urzędzie Wojewódzkim odbyła się uroczysta sesja z okazji 60. rocznicy otwarcia PeWuKi, której przewodniczył przewodniczący Trybunału Konstytucyjnego – prof. Alfons Klafkowski. Planowano wówczas urządzenie podobnej wystawy w 1994. Jeszcze w 1989 zbierano inicjatywy i pomysły w tym zakresie. Zawiązano w tym celu (pod egidą PRON i Towarzystwa Wspierania Inicjatyw Gospodarczych) organizację Poznańska Panorama.
Do organizacji kolejnej Powszechnej Wystawy Krajowej powrócono w 2014, w związku z obchodami 25-lecia odzyskania wolności (1989–2014). Odbyła się ona w dniach 2–15 czerwca 2014 pod nazwą II Powszechna Wystawa Krajowa „Konkurencyjna Polska”, na terenach Międzynarodowych Targów Poznańskich.

## Powszechna Wystawa Krajowa w kulturze
Wystawa jest tłem akcji książki Konrada Lewandowskiego, Elektryczne perły.